# Hollandse pond
Het Hollandse pond of Pond Hollands was een oude rekeneenheid voor muntgeld in de Nederlanden. De eenheid werd gebruikt om te rekenen, munten van een Hollandse pond zijn nooit geslagen.
Een Hollandse pond had de waarde van één Nederlandse gulden, gelijk aan twintig stuivers of veertig groten. Een stuiver was weer verdeeld in zestien penningen. 